# Maria Josepha de Bavaria
Maria Josepha (n. 20 martie 1739, München, Electoratul Bavariei – d. 28 mai 1767, Viena, Monarhia Habsburgică), Împărăteasă a Sfântului Imperiu Roman, Prințesă de Bavaria, a fost fiica lui Carol Albert, Elector de Bavaria și a Mariei Amalia a Austriei și a doua soție a împăratului Iosif al II-lea. A fost membră a Casei de Wittelsbach.

## Căsătorie
La 23 ianuarie 1765 s-a căsătorit cu văduvul Iosif, moștenitorul împărătesei Maria Tereza a Austriei la Palatul Schönbrunn. Maria Josepha avea cu doi ani mai mult decât soțul ei.
Mariajul n-a fost fericit; a avut loc numai la presiunea mamei lui Iosif, Maria Tereza, care dorea ca fiul ei să aibă un moștenitor pe linie masculină. Iosif nu a vrut niciodată să se recăsătorească după decesul iubitei lui soții, Isabella de Parma, deși era deschis spre sora mai mică a Isabellei, Maria Luisa de Parma. Maria Luisa era promisă prințului moștenitor al Spaniei și în orice caz nu era interesată de Iosif.
Iosif n-o găsea pe Maria Josepha atractivă din punct de vedere fizic. El a descris-o într-o scrisoare "o persoană scundă și grasă" cu "dinți urâți". El a recunoscut, totuși, că în ceea ce privește caracterul ei, Maria Josepha a fost o femeie "ireproșabilă", care îl iubea, iar el a apreciat-o pentru trăsăturile sale pozitive însă a suferit pentru că nu putea să o iubească.
Probabil că mariajul n-a fost niciodată consumat, Joseph a refuzat să doarmă în dormitorul comun și chiar a împărțit balconul care unea camerele lor de la Palatul Schoenbrunn astfel încât să nu-și vadă soția. La moartea socrului ei, la 18 august 1765, Maria Josepha a devenit Împărăteasă a Sfântul Imperiu Roman. Cu toate acestea, soacra ei a rămas cea mai puternică și importantă figură din Imperiu și de la Curtea de la Viena.

## Deces
La 28 mai 1767, după numai doi ani de căsătorie, Maria Josepha a murit de variolă ca și predecesoarea sa Isabella. În timpul bolii, soțul ei n-a vizitat-o deși mama lui a vizitat-o. Făcând acest lucru, Maria Tereza s-a îmbolnăvit însă a supraviețuit. Maria Joseph a fost înmormântată în cripta imperială din Viena, iar Iosif nu a participat la înmormântarea ei.
Tânăra împărăteasa neiubită a jucat încă un rol în viața soțului ei, după moartea ei, când el a emis pretenții la o mare parte din Bavaria în 1778-1779. Cerința lui s-a bazat, printre alte motive, pe căsătoria sa cu cea de-a doua soție bavareză. Acest conflict în cele din urmă a condus la Războiul de succesiune bavarez. În final, dinastia Habsburg a câștigat doar Innviertel.